# David Wenham
David Wenham (Sydney, 1965. szeptember 21.) ausztrál színész. Legismertebb szerepe Faramir a Gyűrűk Ura című filmsorozatban.

## Karrierje
Ausztráliában született Bill és Kate Wenham hetedik és egyben legfiatalabb gyermekeként, szülei katolikusnak nevelték.
A Christian Brothers High School növendéke volt Lewishamben, majd a Western Sydney Egyetemre, később pedig a Theatre Nepean-ra járt.
Ötször jelölték az Australian Film Institute díjára, amit kétszer megnyert.
1997-ben megkapta a legjobb színésznek járó Televíziós Dráma díjat egy minisorozatban alakított szerepéért, 2003-ban a pedig a Gettin' Square című filmben nyújtott alakításáért.
Kétszer jelölték az Ausztrál Filmkritikusok Díjára is.
A hatalmas kiugrást és a nemzetközi ismertséget Peter Jackson rendezte A Gyűrűk Ura: A két torony (film) és a A Gyűrűk Ura: A király visszatér (film) hozta meg neki.

## Magánélete
Sydneyben egy olyan szervezetet támogat, ahol rászorulóknak segítenek munkát találni, megfelelő életet biztosítani. A színész a környezetvédelem elkötelezett támogatója.
Wenham hosszú ideje Kate Agnew-val él együtt, akitől 2003. október 10-én született meg Eliza Jane nevű kislánya.

## Filmjei
- 2010 - Az Őrzők legendája - Kotor
- 2009 - Johanna nőpápa - Gerold gróf
- 2009 - Közellenségek - Pete Pierpont
- 2008 - Ausztrália - Neil Fletcher
- 2008 - A selyemút árvái - Barnes
- 2007 - Házasélet - John O'Brien
- 2006 - 300 - Dilios
- 2005 - The Proposition - Eden Fletcher
- 2004 - Van Helsing - Carl
- 2003 - Egyenesbe jövünk (Gettin' Square)
- 2003 - A Gyűrűk Ura: A király visszatér - Faramir
- 2003 - Dust - Luke
- 2002 - Tiszta lappal (Pure) - Lenny
- 2002 - A Gyűrűk Ura: A két torony - Faramir
- 2002 - The Bank -Jim Doyle
- 2002 - A krokodilvadász - Mentsd a bőröd! - Sam Flynn
- 2001 - Orosz menyasszony - Ethan
- 2001 - Moulin Rouge! - Audrey
- 2000 - A szexnél is jobb -J osh
- 1999 - Molokai - az átok szigete - Damien atya
- 1998 - Dark City - Schreber helyettese
- 1997 - Egy csipet lélek - Richard Shorkinghorn
- 1995 - Cosi - Bolondos dallamok - Doug
- 1994 - Szökés Absolomból